# Luboš Bartoň
Luboš Bartoň (Česká Lípa, 7 aprile 1980) è un ex cestista e allenatore di pallacanestro ceco.
Alto 202 cm, giocava come guardia-ala.

## Carriera
Cresciuto nel Decin, ha giocato due stagioni prima squadra prima di iscriversi alla Valparaiso University, con la quale ha preso parte alla NCAA per quattro stagioni. Nel 2002-03 è tornato in Europa, per giocare con la Skipper Bologna. Per un biennio è transitato da Roma, prima di legarsi al Joventut Badalona, per poi andare nel Barcelona.
Con la Rep. Ceca ha disputato quattro edizioni dei Campionati europei (1999, 2007, 2013, 2015).

## Palmarès
- Campionato spagnolo: 1

Barcellona: 2008-09
- Campionato ceco: 1

ČEZ Nymburk: 2014-15
- Copa del Rey: 1

Joventut Badalona: 2008
Barcellona: 2010
- Supercoppa spagnola: 1

Barcellona: 2009
- Liga catalana: 2

Joventut Badalona: 2005, 2007
- FIBA EuroCup: 1

Joventut Badalona: 2005-06
- ULEB Cup: 1

Joventut Badalona: 2007-08
- Eurolega: 1

Barcellona: 2009-10